# Boletus legaliae
Boletus legaliae es un hongo venenoso, basidiomiceto, del género Boletus, de la familia Boletaceae.

## Características
La forma del sombrero (píleo) es convexo, luego se aplana, puede medir hasta 14 centímetros de diámetro, su color es blanquecino y con la madures toma el color rosa viejo, el estipe es cilíndrico, de color anaranjado en un principio, luego va perdiendo ese color y se torna pálido.
Crece a finales del verano y principio del otoño, en los bosques de árboles de hoja ancha (hayas y robles), en Inglaterra y en Europa.

## Comestibilidad
Es tóxico, no se recomienda su ingesta.